# Seinfeld (säsong 8)
Säsong 8 av Seinfeld är en amerikansk TV-serie skapad av Jerry Seinfeld och Larry David, som började sändas den 19 september 1996 på NBC.

## Avsnittsguide
Samtliga avsnitt är listade efter sändningsdatum och listar även dess produktionskoder.
| Nr i serien | Nr i säsongen | Titel                  | Regissör           | Manus                                    | Originalvisning   | Prod. kod | Tittarsiffror (miljoner) |
| --- | ------------- | ---------------------- | ------------------ | ---------------------------------------- | ----------------- | --------- | ------------------------ |
| 135 | 1             | "The Foundation"       | Andy Ackerman      | Alec Berg & Jeff Schaffer                | 19 september 1996 | 801       | 33.7                     |
| 136 | 2             | "The Soul Mate"        | Andy Ackerman      | Peter Mehlman                            | 26 september 1996 | 802       | 33.2                     |
| 137 | 3             | "The Bizarro Jerry"    | Andy Ackerman      | David Mandel                             | 3 oktober 1996    | 803       | 31.6                     |
| 138 | 4             | "The Little Kicks"     | Andy Ackerman      | Spike Feresten                           | 10 oktober 1996   | 804       | 32.2                     |
| 139 | 5             | "The Package"          | Andy Ackerman      | Jennifer Crittenden                      | 17 oktober 1996   | 805       | 30.1                     |
| 140 | 6             | "The Fatigues"         | Andy Ackerman      | Gregg Kavet & Andy Robin                 | 31 oktober 1996   | 806       | 30.3                     |
| 141 | 7             | "The Checks"           | Andy Ackerman      | Steve O'Donnell, Tom Gammill & Max Pross | 7 november 1996   | 807       | 32.0                     |
| 142 | 8             | "The Chicken Roaster"  | Andy Ackerman      | Alec Berg & Jeff Schaffer                | 14 november 1996  | 808       | 34.1                     |
| 143 | 9             | "The Abstinence"       | Andy Ackerman      | Steve Koren                              | 21 november 1996  | 809       | 34.4                     |
| 144 | 10            | "The Andrea Doria"     | Andy Ackerman      | Spike Feresten                           | 19 december 1996  | 810       | 29.7                     |
| 145 | 11            | "The Little Jerry"     | Andy Ackerman      | Jennifer Crittenden                      | 9 januari 1997    | 811       | 34.5                     |
| 146 | 12            | "The Money"            | Andy Ackerman      | Peter Mehlman                            | 16 januari 1997   | 813       | 37.3                     |
| 147 | 13            | "The Comeback"         | David Owen Trainor | Gregg Kavet & Andy Robin                 | 30 januari 1997   | 812       | 33.5                     |
| 148 | 14            | "The Van Buren Boys"   | Andy Ackerman      | Darin Henry                              | 6 februari 1997   | 814       | 33.8                     |
| 149 | 15            | "The Susie"            | Andy Ackerman      | David Mandel                             | 13 februari 1997  | 815       | 32.0                     |
| 150 | 16            | "The Pothole"          | Andy Ackerman      | Steve O'Donnell & Dan O'Keefe            | 20 februari 1997  | 816       | 33.8                     |
| 151 | 17            | "The English Patient"  | Andy Ackerman      | Steve Koren                              | 13 mars 1997      | 817       | 31.3                     |
| 152 | 18            | "The Nap"              | Andy Ackerman      | Gregg Kavet & Andy Robin                 | 10 april 1997     | 818       | 32.2                     |
| 153 | 19            | "The Yada Yada"        | Andy Ackerman      | Peter Mehlman & Jill Franklyn            | 24 april 1997     | 819       | 31.6                     |
| 154 | 20            | "The Millennium"       | Andy Ackerman      | Jennifer Crittenden                      | 1 maj 1997        | 820       | 29.3                     |
| Kramer planerar sin fest för nyåret 2000. Jerry får veta att han hamnat på sin flickväns (Lauren Graham) telefonkortnummer, men hennes styvmor (Louan Gideon) försöker charma Jerry. |               |                        |                    |                                          |                   |           |                          |
| 155 | 21            | "The Muffin Tops"      | Andy Ackerman      | Spike Feresten                           | 8 maj 1997        | 821       | 31.1                     |
| 156 | 22            | "The Summer of George" | Andy Ackerman      | Alec Berg & Jeff Schaffer                | 15 maj 1997       | 822       | 29.8                     |